# Pallanuoto ai campionati mondiali di nuoto 2015 - Torneo femminile
La XII edizione del campionato mondiale di pallanuoto femminile si è svolta nell'ambito dei Campionati mondiali di nuoto 2015 a Kazan', in Russia, dal 26 luglio al 7 agosto. La vittoria finale è andata per la quarta volta agli Stati Uniti.
Hanno partecipato alla rassegna sedici squadre nazionali.

## Formula
La formula del torneo, dopo una variazione nella precedente edizione, è tornata quella del 2011. Le 16 partecipanti sono suddivise in quattro gironi preliminari, al termine dei quali le prime tre squadre hanno accesso alla fase a eliminazione diretta. Le prime di ogni girone vengono ammesse direttamente ai quarti di finale, mentre seconde e terze si scontrano a incroci in un turno preliminare.

## Squadre partecipanti
Africa
- Sudafrica

Americhe
- Brasile
- Canada
- Stati Uniti

Asia
- Cina
- Giappone
- Kazakistan

Europa
- Spagna
- Francia
- Grecia
- Ungheria
- Italia
- Paesi Bassi
- Russia

Oceania
- Australia
- Nuova Zelanda

### Gruppo A
| Pos. | Squadra       | Pt | G | V | N | P | GF | GS | DR  |
| ---- | ------------- | -- | - | - | - | - | -- | -- | --- |
| 1.   | Spagna        | 6  | 3 | 3 | 0 | 0 | 49 | 15 | +34 |
| 2.   | Canada        | 4  | 3 | 2 | 0 | 1 | 38 | 22 | +16 |
| 3.   | Kazakistan    | 2  | 3 | 1 | 0 | 2 | 25 | 35 | -10 |
| 4.   | Nuova Zelanda | 0  | 3 | 0 | 0 | 3 | 12 | 52 | -40 |

| # gara | Data      | Ora   | Gara       | Gara | Gara          |
| ------ | --------- | ----- | ---------- | ---- | ------------- |
| 1      | 26 luglio | 09:30 | Canada     | 15-6 | Nuova Zelanda |
| 2      | 26 luglio | 10:50 | Kazakistan | 7-14 | Spagna        |
| 15     | 28 luglio | 20:10 | Spagna     | 23-2 | Nuova Zelanda |
| 16     | 28 luglio | 21:30 | Canada     | 17-4 | Kazakistan    |
| 21     | 30 luglio | 13:30 | Canada     | 6-12 | Spagna        |
| 22     | 30 luglio | 17:30 | Kazakistan | 14-4 | Nuova Zelanda |

### Gruppo B
| Pos. | Squadra     | Pt | G | V | N | P | GF | GS | DR  |
| ---- | ----------- | -- | - | - | - | - | -- | -- | --- |
| 1.   | Australia   | 6  | 3 | 3 | 0 | 0 | 35 | 14 | +21 |
| 2.   | Paesi Bassi | 4  | 3 | 2 | 0 | 1 | 38 | 18 | +20 |
| 3.   | Grecia      | 2  | 3 | 1 | 0 | 2 | 36 | 22 | +14 |
| 4.   | Sudafrica   | 0  | 3 | 0 | 0 | 3 | 6  | 61 | -55 |

| # gara | Data      | Ora   | Gara        | Gara | Gara        |
| ------ | --------- | ----- | ----------- | ---- | ----------- |
| 1      | 26 luglio | 12:10 | Australia   | 8-7  | Grecia      |
| 2      | 26 luglio | 13:30 | Sudafrica   | 1-22 | Paesi Bassi |
| 15     | 28 luglio | 09:30 | Paesi Bassi | 10-9 | Grecia      |
| 16     | 28 luglio | 10:50 | Australia   | 19-1 | Sudafrica   |
| 21     | 30 luglio | 20:10 | Australia   | 8-6  | Paesi Bassi |
| 22     | 30 luglio | 21:30 | Sudafrica   | 4-20 | Grecia      |

### Gruppo C
| Pos. | Squadra     | Pt | G | V | N | P | GF | GS | DR  |
| ---- | ----------- | -- | - | - | - | - | -- | -- | --- |
| 1.   | Italia      | 6  | 3 | 3 | 0 | 0 | 40 | 18 | +22 |
| 2.   | Stati Uniti | 4  | 3 | 2 | 0 | 1 | 39 | 14 | +25 |
| 3.   | Brasile     | 2  | 3 | 1 | 0 | 2 | 19 | 36 | -17 |
| 4.   | Giappone    | 0  | 3 | 0 | 0 | 3 | 13 | 43 | -30 |

| # gara | Data      | Ora   | Gara     | Gara | Gara        |
| ------ | --------- | ----- | -------- | ---- | ----------- |
| 1      | 26 luglio | 17:30 | Brasile  | 2-13 | Stati Uniti |
| 2      | 26 luglio | 20:10 | Giappone | 3-15 | Italia      |
| 15     | 28 luglio | 12:10 | Italia   | 10-9 | Stati Uniti |
| 16     | 28 luglio | 13:30 | Brasile  | 11-8 | Giappone    |
| 21     | 30 luglio | 09:30 | Brasile  | 6-15 | Italia      |
| 22     | 30 luglio | 10:50 | Giappone | 2-17 | Stati Uniti |

### Gruppo D
| Pos. | Squadra  | Pt | G | V | N | P | GF | GS | DR  |
| ---- | -------- | -- | - | - | - | - | -- | -- | --- |
| 1.   | Russia   | 5  | 3 | 2 | 1 | 0 | 38 | 25 | +13 |
| 2.   | Cina     | 5  | 3 | 2 | 1 | 0 | 31 | 21 | +10 |
| 3.   | Ungheria | 2  | 3 | 1 | 0 | 2 | 37 | 25 | +12 |
| 4.   | Francia  | 0  | 3 | 0 | 0 | 3 | 12 | 47 | -35 |

| # gara | Data      | Ora   | Gara     | Gara  | Gara    |
| ------ | --------- | ----- | -------- | ----- | ------- |
| 1      | 26 luglio | 18:50 | Russia   | 16-5  | Francia |
| 2      | 26 luglio | 21:30 | Ungheria | 8-9   | Cina    |
| 15     | 28 luglio | 17:30 | Francia  | 4-13  | Cina    |
| 16     | 28 luglio | 18:50 | Ungheria | 11-13 | Russia  |
| 21     | 30 luglio | 12:10 | Ungheria | 18-3  | Francia |
| 22     | 30 luglio | 18:50 | Russia   | 9-9   | Cina    |

## Fase finale

### Tabellone
|  | Playoff     | Playoff     |                  |                    | Quarti di finale | Quarti di finale |           |                 | Semifinali      | Semifinali |  |  | Finale | Finale |
|  |             |             |                  |                    |                  |                  |           |                 |                 |            |  |  |        |        |
|  |             |             |                  |                    | 3 agosto         |                  |           |                 |                 |            |  |  |        |        |
|  | 1 agosto    |             |                  |                    |                  |                  |           |                 |                 |            |  |  |        |        |
|  | Spagna      | 5           |                  |                    |                  |                  |           |                 |                 |            |  |  |        |        |
|  | Spagna      | 5           | Stati Uniti      | 12                 | 5 agosto         | 5 agosto         |           |                 |                 |            |  |  |        |        |
|  |             | Stati Uniti | Stati Uniti      | 12                 | 5 agosto         | 5 agosto         | 8         |                 |                 |            |  |  |        |        |
|  | Ungheria    | Stati Uniti | 7                |                    | Stati Uniti      | 8                | 8         |                 |                 |            |  |  |        |        |
|  | Ungheria    | 3 agosto    | 7                |                    | Stati Uniti      | 8                |           |                 |                 |            |  |  |        |        |
|  | 1 agosto    | 1 agosto    |                  | Australia          | 6                |                  |           |                 |                 |            |  |  |        |        |
|  | 1 agosto    | 1 agosto    | Australia (rig.) | Australia          | 6                | 12               |           |                 |                 |            |  |  |        |        |
|  | Brasile     | 8           | Australia (rig.) |                    |                  | 12               | 7 agosto  | 7 agosto        |                 |            |  |  |        |        |
|  | Brasile     | 8           |                  | Cina               | 10               |                  | 7 agosto  | 7 agosto        |                 |            |  |  |        |        |
|  | Cina        | 10          |                  | Cina               | 10               | Stati Uniti      | 5         |                 |                 |            |  |  |        |        |
|  | Cina        | 10          | 3 agosto         |                    |                  | Stati Uniti      | 5         |                 |                 |            |  |  |        |        |
|  | 1 agosto    | 1 agosto    |                  | Paesi Bassi        | 4                |                  |           |                 |                 |            |  |  |        |        |
|  | 1 agosto    | 1 agosto    | Italia           | Paesi Bassi        | 4                | 9                |           |                 |                 |            |  |  |        |        |
|  | Canada      | 5           | Italia           | 5 agosto           | 5 agosto         | 9                |           |                 |                 |            |  |  |        |        |
|  | Canada      | 5           |                  | 5 agosto           | 5 agosto         | Grecia           | 6         |                 |                 |            |  |  |        |        |
|  | Grecia      | 8           |                  | Italia             | 9                | Grecia           | 6         | Finale 3º posto | Finale 3º posto |            |  |  |        |        |
|  | Grecia      | 8           | 3 agosto         | Italia             | 9                |                  |           | Finale 3º posto | Finale 3º posto |            |  |  |        |        |
|  | 1 agosto    | 1 agosto    |                  | Paesi Bassi (rig.) | 10               |                  | 7 agosto  | 7 agosto        |                 |            |  |  |        |        |
|  | 1 agosto    | 1 agosto    | Russia           | Paesi Bassi (rig.) | 10               | 9                | 7 agosto  | 7 agosto        |                 |            |  |  |        |        |
|  | Kazakistan  | 1           | Russia           |                    |                  | 9                | Australia | 10              |                 |            |  |  |        |        |
|  | Kazakistan  | 1           |                  | Paesi Bassi        | 10               |                  | Australia | 10              |                 |            |  |  |        |        |
|  | Paesi Bassi | 21          |                  | Paesi Bassi        | 10               | Italia (rig.)    | 12        |                 |                 |            |  |  |        |        |
|  | Paesi Bassi | 21          |                  |                    |                  | Italia (rig.)    | 12        |                 |                 |            |  |  |        |        |

#### Play off
| Arbitri: | Moller Putnikovic |

|                                     |           |                                                                |
| Valin 2 Wright, Bekhazi, Robinson 1 | Marcatori | 3: Charalampidi 2: Manolioudaki 1: Kotsia, Roumpesi, Plevritou |

| Arbitri: | Peila Williams |

|            |           |                                                                        |
| Mirshina 1 | Marcatori | 5: Smit 4: van Toorn 3: Megens 2: Genee, Nijhuis, Sevenich 1: Klaassen |

| Arbitri: | Wengenroth Flahive |

|                                                      |           |                                               |
| Fattal 4 Steffens, Mathewson 3 Seidermann, Neushul 1 | Marcatori | 3: Keszthelyi 2: Czigany 1: Antal, Menczinger |

| Arbitri: | Roy Willis |

|                                      |           |                                                     |
| Chiappini 5 Duarte, Oliveira, Dias 1 | Marcatori | 2: Niu, Song, Zhao 1: Sun, Zhang W., Wang, Zhang J. |

#### Quarti di finale
| Arbitri: | Caputi Stavridis |

|                                 |           |                                                             |
| Espar 2 Leiton, Forca, Garcia 1 | Marcatori | 2: Fattal, Neushul 1: Steffens, Mathewson, Gilchrist, Craig |

| Arbitri: | Peris Alexandrescu |

|                                             |           |                                                       |
| Karimova, Ivanova 3 Prokof'eva 2 Lisanova 1 | Marcatori | 3: Megens, Klaassen 2: van der Sloot 1: Smit, Nijhuis |

| Arbitri: | Buch Putnikovic |

|                                                                 |           |                                   |
| Buckling, Knox, Webster, McGhie, Arancini, Southern, Halligan 1 | Marcatori | 2: Song, Zhao 1: Niu, Zhang, Wang |

| Arbitri: | Koganov Koryzna |

|                                             |           |                                                   |
| Di Mario 4 Garibotti, Bianconi 2 Radicchi 1 | Marcatori | 3: Charalampidi 1: Kotsia, Asimaki, Manolioudaki, |

#### Semifinali
| Arbitri: | Margeta Stavridis |

|                                                            |           |                                                    |
| Fattal, Steffens 2 Musselman, Seidermann, Fischer, Craig 1 | Marcatori | 1: Lincoln-Smith, Gofers, McGhie, Arancini, Zagame |

| Arbitri: | Naumov Peris |

|                                          |           |                            |
| Radicchi 2 Garibotti, Queirolo, Aiello 1 | Marcatori | 4: Megens 1: van der Sloot |

#### Finale 3º/4º posto
| Arbitri: | Buch Putnikovic |

|                                                |           |                                              |
| Webster, Southern 2 Buckling, McGhie, Zagame 1 | Marcatori | 3: Di Mario 2: Aiello 1: Garibotti, Bianconi |

### Finale
| Arbitri: | Naumov Caputi |

|                                          |           |                             |
| Fattal 2 Musselman, Mathewson, Neushul 1 | Marcatori | 2: Megens 1: Smit, Klaassen |

### Tabellone 5º- 8º posto
|  | 5º- 8º posto  | 5º- 8º posto  | 5º- 8º posto |        |             | 5º posto    | 5º posto | 5º posto |  |
|  |               |               |              |        |             |             |          |          |  |
|  | Spagna        | Spagna        | 9            |        |             |             |          |          |  |
|  | Spagna        | Spagna        | 9            |        |             |             |          |          |  |
|  | Cina          | Cina          | 10           |        |             |             |          |          |  |
|  | Cina          | Cina          | 10           |        | Cina (rig.) | Cina (rig.) | 13       |          |  |
|  |               |               |              |        | Cina (rig.) | Cina (rig.) | 13       |          |  |
|  |               |               | Grecia       | Grecia | 12          |             |          |          |  |
|  | Grecia (rig.) | Grecia (rig.) | Grecia       | Grecia | 12          | 16          |          |          |  |
|  | Grecia (rig.) | Grecia (rig.) |              |        |             | 16          |          |          |  |
|  | Russia        | Russia        | 15           |        |             | 7º posto    | 7º posto | 7º posto |  |
|  | Russia        | Russia        | 15           |        |             |             |          |          |  |
|  |               |               |              |        |             |             |          |          |  |
|  |               |               |              |        |             | Spagna      | Spagna   | 15       |  |
|  |               |               |              |        |             | Spagna      | Spagna   | 15       |  |
|  |               |               |              |        |             | Russia      | Russia   | 10       |  |

#### Semifinali
| Arbitri: | Peila Flahive |

|                                                  |           |                             |
| Forca 3 Lopez 2 Espar, Pareja, Tarrago, Garcia 1 | Marcatori | 4: Song, Zhao 1: Mei, Xiong |

| Arbitri: | Alexandrescu Kun |

| |           |                                                                           |
| Roumpesi 3 Tsoukala 2 Charalampidi, M. Plevitrou, Avramidou, Asimaki, Manolioudaki, E. Plevitrou, Xenaki 1 | Marcatori | 4: Ivanova 3: Lisunova 2: Prokof'eva 1: Karimova, Abdriziakova, Timofeeva |

#### Finale 7º/8º posto
| Arbitri: | Koryzna Peris |

|                                                                |           |                                                                         |
| Tarrago 4 Lopez 3 Pareja, Forca 2 Espar, Ortiz, Pena, Garcia 1 | Marcatori | 3: Ivanova 2: Simanovič, Lisunova 1: Prokof'eva, Karimova, Abdriziakova |

#### Finale 5º/6º posto
| Arbitri: | Koganov Kun |

|                      |           |                                         |
| Niu 5 Zhao 3 Zhang 1 | Marcatori | 4: Asimaki 3: Charalampidi 2: Plevitrou |

### Tabellone 9º- 12º posto
|  | 9º- 12º posto | 9º- 12º posto | 9º- 12º posto |         |          | 9º posto   | 9º posto   | 9º posto  |  |
|  |               |               |               |         |          |            |            |           |  |
|  | Canada        | Canada        | 7             |         |          |            |            |           |  |
|  | Canada        | Canada        | 7             |         |          |            |            |           |  |
|  | Ungheria      | Ungheria      | 10            |         |          |            |            |           |  |
|  | Ungheria      | Ungheria      | 10            |         | Ungheria | Ungheria   | 22         |           |  |
|  |               |               |               |         | Ungheria | Ungheria   | 22         |           |  |
|  |               |               | Brasile       | Brasile | 7        |            |            |           |  |
|  | Kazakistan    | Kazakistan    | Brasile       | Brasile | 7        | 5          |            |           |  |
|  | Kazakistan    | Kazakistan    |               |         |          | 5          |            |           |  |
|  | Brasile       | Brasile       | 10            |         |          | 11º posto  | 11º posto  | 11º posto |  |
|  | Brasile       | Brasile       | 10            |         |          |            |            |           |  |
|  |               |               |               |         |          |            |            |           |  |
|  |               |               |               |         |          | Canada     | Canada     | 20        |  |
|  |               |               |               |         |          | Canada     | Canada     | 20        |  |
|  |               |               |               |         |          | Kazakistan | Kazakistan | 4         |  |

#### Semifinali
| Arbitri: | Wengenroth Williams |

|                                                           |           |                                                   |
| Wright 2 M. Eggens, Bekhazi, C. Eggens, Robinson, Valin 1 | Marcatori | 4: Keszthelyi 2: Kisteleki, Bujka 1: Szucs, Illes |

| Arbitri: | Grandin Ni |

|                              |           |                                                                      |
| Mirshina 3 Turova, Saichuk 1 | Marcatori | 3: Chiappini 2: Dias 1: Zablith, Duarte, Oliveira, Bahia, Mantellato |

#### Finale 11º/12º posto
| Arbitri: | Grandin Williams |

|                                                                                          |           |                                   |
| M. Eggens 5 C. Eggens 4 Fournier 3 Robinson, Valin 2 Alogbo, Wright, Bekhazi, Perrault 1 | Marcatori | 2: Mirshina 1: Akilbayeva, Turova |

#### Finale 9º/10º posto
| Arbitri: | Wengenroth Willis |

|                                                                         |           |                                                     |
| Keszthelyi 5 Czigany, Kisteleki, Bujka 4 Antal 2 Szucs, Takacs, Garda 1 | Marcatori | 2: Zablith, Chiappini 1: Oliveira, Dias, Mantellato |

### Tabellone 13º- 16º posto
|  | 13º- 16º posto | 13º- 16º posto | 13º- 16º posto |         |               | 13º posto     | 13º posto | 13º posto |  |
|  |                |                |                |         |               |               |           |           |  |
|  | Nuova Zelanda  | Nuova Zelanda  | 11             |         |               |               |           |           |  |
|  | Nuova Zelanda  | Nuova Zelanda  | 11             |         |               |               |           |           |  |
|  | Sudafrica      | Sudafrica      | 3              |         |               |               |           |           |  |
|  | Sudafrica      | Sudafrica      | 3              |         | Nuova Zelanda | Nuova Zelanda | 7         |           |  |
|  |                |                |                |         | Nuova Zelanda | Nuova Zelanda | 7         |           |  |
|  |                |                | Francia        | Francia | 6             |               |           |           |  |
|  | Giappone       | Giappone       | Francia        | Francia | 6             | 6             |           |           |  |
|  | Giappone       | Giappone       |                |         |               | 6             |           |           |  |
|  | Francia        | Francia        | 9              |         |               | 15º posto     | 15º posto | 15º posto |  |
|  | Francia        | Francia        | 9              |         |               |               |           |           |  |
|  |                |                |                |         |               |               |           |           |  |
|  |                |                |                |         |               | Sudafrica     | Sudafrica | 7         |  |
|  |                |                |                |         |               | Sudafrica     | Sudafrica | 7         |  |
|  |                |                |                |         |               | Giappone      | Giappone  | 15        |  |

#### Semifinali
| Arbitri: | Grandin Tahara |

|                                                               |           |                      |
| Myles 3 D. Lewis, Hudson 2 N. Lewis, Chase, Stoneman, Dance 1 | Marcatori | 1: Paley, Kay, White |

| Arbitri: | Toffoli De Jong |

|                                              |           |                                                |
| Nakano 2 Nakata, Takahashi, Hosoya, Suzuki 1 | Marcatori | 5: Guillet 1: Millot, Bachelier, Mahieu, Tardy |

#### Finale 15º/16º posto
| Arbitri: | De Jong Moller |

|                                                          |           |                                                                                |
| White 2 Versfeld, Schooling Hallendorff, Kay, O'Hanlon 1 | Marcatori | 4: Nakano 2: Sakanoue, Takahashi, Hashiguchi, Mori 1: Nakata, Hosoya, Tokumoto |

#### Finale 13º/14º posto
| Arbitri: | Willis Roy |

|                                                           |           |                                     |
| Myles 2 Pattinson, Lewis, Landry, Lopes Da Silva, Liana 1 | Marcatori | 2: Millot, Tardy 1: Guillet, Mahieu |

## Classifica Finale
| Pos.    | Squadra       |
| ------- | ------------- |
| Oro     | Stati Uniti   |
| Argento | Paesi Bassi   |
| Bronzo  | Italia        |
| 4       | Australia     |
| 5       | Cina          |
| 6       | Grecia        |
| 7       | Spagna        |
| 8       | Russia        |
| 9       | Ungheria      |
| 10      | Brasile       |
| 11      | Canada        |
| 12      | Kazakistan    |
| 13      | Nuova Zelanda |
| 14      | Francia       |
| 15      | Giappone      |
| 16      | Sudafrica     |

## Riconoscimenti
- Miglior giocatrice: Rachel Fattal  Stati Uniti
- Miglior realizzatrice: Rita Keszthelyi  Ungheria
- Miglior portiere: Ashleigh Johnson  Stati Uniti
- Formazione ideale: Ashleigh Johnson ( Stati Uniti), Kameryn Craig ( Stati Uniti), Zoe Arancini ( Australia), Roberta Bianconi ( Italia), Rachel Fattal ( Stati Uniti), Rita Keszthelyi ( Ungheria), Maud Megens ( Paesi Bassi)